# Beach 67th Street
Beach 67th Street, conosciuta anche con il nome di Beach 67th Street-Arverne By The Sea, è una fermata della metropolitana di New York, situata sulla linea IND Rockaway. Nel 2015 è stata utilizzata da 799 134 passeggeri.
È servita dalla linea A Eighth Avenue Express, sempre attiva.